# 오후의 발견 성스리입니다
오후의 발견 성스리입니다는 MBC강원영동 FM4U, 춘천MBC FM4U, 원주MBC FM4U(강릉 FM 94.3MHz, 양양 FM 90.7MHz, 삼척 FM 99.9MHz, 태백 FM 98.1MHz, 춘천 FM 94.5MHz, 인제 FM 98.3MHz, 원주 FM 98.9MHz)에서 매일 오후 4시부터 저녁 6시까지 방송되는 강원특별자치도 전지역의 대중음악 전문 라디오 프로그램이다.

## 코너소개

### 월요일 1,2부
- 야~ 월요일이다!

### 화요일 1부
- 오발다방 with 홍성구

### 화요일 2부
- 철리극장

### 수요일 2부
- 간식타임

### 목요일 1,2부
- 오발다방 with 김성춘

### 월요일 ~ 목요일 4부
- 영역별 퇴근 능력평가

### 금요일
- 불금엔 랜덤데이

### 토요일 1, 2부
- 음악산책

### 토요일 3부
- S.N.S.

### 일요일 1, 2부
- 신고합니다

### 일요일 3부
- 시.달.소

### 토요일, 일요일 4부
- 신청곡

## 같이 보기
- MBC강원영동 강릉방송국
- MBC강원영동 삼척방송국
- 춘천문화방송
- 원주문화방송
- MBC FM4U
- 완벽한 하루 이상순입니다